# 郑明淑
郑明淑（韓語發音：[tsʌŋ.mjʌŋ.suk̚]，1993年2月6日—），朝鲜女子摔跤运动员。
郑明淑2013年在泰国布吉府夺得亚洲青年锦标赛女子51公斤级冠军。2014年、2015年两届世界摔跤锦标赛，她都拿到了铜牌。2016年夏季奥林匹克运动会是她首次参加奥运赛事。这届在巴西里约热内卢举行的奥运会上，郑明淑最终排名第七。在印度新德里举办的2017年亞洲角力錦標賽上，郑明淑夺得铜牌。2018年5月在俄罗斯莫斯科举行的国际军事体育理事会第33届摔跤世界锦标赛上，郑明淑夺得女子55公斤级金牌。8月20日在印度尼西亚雅加达举办的亞洲運動會上，郑明淑击败中国选手、2018年亚洲锦标赛冠军裴星茹，夺得女子摔跤57公斤级金牌。2018年10月在匈牙利布达佩斯举行的世界摔跤锦标赛上，她夺得55公斤级铜牌。